# Scoposcartula perrisii
Scoposcartula perrisii är en insektsart som beskrevs av Victor Antoine Signoret 1855. Scoposcartula perrisii ingår i släktet Scoposcartula och familjen dvärgstritar. Inga underarter finns listade i Catalogue of Life.